# Sven-Åke Gustavsson
Sven-Åke Gustavsson, egentligen Sven Åke Lennart Gustafsson, född 22 april 1951 i Skara, är en svensk skådespelare och teaterregissör.

## Biografi
Gustavsson växte upp i Oxelösund och arbetade i unga år som snickare. Han spelade även gitarr i ett amatörband. Efter att ha fullgjort militärtjänstgöring tog han anställning vid Oxelösunds järnverk. Lite senare flyttade han till Stockholm och började där att arbeta vid LM Ericssons fabrik.
Under denna tid kom Gustavsson i kontakt med en teatercirkel i ABF:s regi. Senare turnerade han med pjäsen Människor i rörelse, som handlade om arbetarrörelsens historia på 1940-talet. Efter detta tog skådespelarintresset över och 1977–1980 utbildade han sig vid Scenskolan i Göteborg.
Efter utbildningen anställdes han vid Folkteatern i Göteborg, där han även fick sitt genombrott. Han fortsatte därefter till Angereds teater och senare även Backa Teater. Vid den sistnämnda teatern gjorde han också sin regidebut 1994 med Spöket på Canterville. Numera (2012) ingår han i Göteborgs Stadsteaters fasta ensemble.
Sin mest kända och uppskattade TV-roll gjorde Gustavsson i den som privatdetektiven Anders "Snoken" Grip i TV-serien Snoken, vilken sändes i tre olika omgångar 1993, 1995 och 1997. Han har även spelat rollen som Mellberg i filmatiseringarna av Camilla Läckbergs böcker, en roll han tog över efter Göran Ragnerstam. Inför rollen sa Gustavsson att han varken läst böckerna eller sett de tidigare filmatiseringarna eftersom han ville skapa sin egen karaktär.

## Filmografi
- 1989 – Sparvöga (TV-serie)
- 1990 – En midsommarnattsdröm
- 1990 – Kurt Olsson – filmen om mitt liv som mig själv
- 1990 – Bulan
- 1991 – Svidande affärer
- 1993–1997 – Snoken (TV-serie)
- 1993 – Den ena kärleken och den andra (TV-serie)
- 1995 – Rena rama Rolf (TV-serie)
- 1997 – Hammarkullen (TV-serie)
- 1998 – Älskade Lotten (TV-serie)
- 1999 – Offer och gärningsmän (TV-serie)
- 1999 – Sally (TV-serie)
- 2001 – Confession – en doft av sanning
- 2002 – Jobba hem, jobba hem!
- 2003 – Kopps
- 2003 – De drabbade (TV-serie)
- 2006 – Bota mig! (TV-serie)
- 2007 – Den nya människan
- 2009 – Stenhuggaren
- 2010 – Olycksfågeln
- 2010 – Räven
- 2010 – Den verklige Karl-Oskar
- 2011 – Simon och ekarna
- 2012 – Hinsehäxan (TV-serie)
- 2012 – Fruktbudet
- 2013 – Ego
- 2016 – Tjuvjägaren
- 2017 – Fallet (TV-serie)
- 2020 – Vår tid är nu (TV-serie)

## Teater

### Roller
| År   | Roll        | Produktion                                                                        | Regi                      | Teater                          |
| ---- | ----------- | --------------------------------------------------------------------------------- | ------------------------- | ------------------------------- |
| 1999 | Amos Hart   | Chicago John Kander, Fred Ebb och Bob Fosse                                       | Walter Bobbie Scott Faris | Eriksbergshallen/ Oscarsteatern |
| 2005 |             | Hustruskolan Molière                                                              | Daniel Benoin             | Göteborgs Stadsteater           |
| 2006 |             | Rosens namn Umberto Eco                                                           | Jasenko Selimović         | Göteborgs Stadsteater           |
| 2006 | Harpagon    | Den girige Molière                                                                | Erik Ståhlberg            | Gunnebo slottsteater            |
| 2007 |             | Bröllopsbesvär Stig Larsson efter Stig Dagerman                                   | Johan Wahlström           | Göteborgs stadsteater           |
| 2008 |             | Sista dansen Carin Mannheimer                                                     | Carin Mannheimer          | Göteborgs stadsteater           |
| 2008 |             | Förnuft och känsla Mark Healy efter Jane Austen                                   | Maria Löfgren             | Göteborgs stadsteater           |
| 2010 |             | Familjen Tracy Letts                                                              | Peter Dalle               | Göteborgs stadsteater           |
| 2010 |             | Den inbillningssjuke Molière                                                      | Åsa Kalmér                | Göteborgs stadsteater           |
| 2012 |             | Mittens rike Jan Käll, Johanna Emanuelsson, Richard Turpin och ensemblen          | Richard Turpin            | Göteborgs stadsteater           |
| 2014 |             | Kikkiland Dennis Magnusson                                                        | Dennis Sandin             | Göteborgs stadsteater           |
| 2014 |             | Flotten, Hemmet, Sandlådan 2014 Kent Andersson, Bengt Bratt och Mattias Andersson | Mattias Andersson         | Göteborgs stadsteater           |
| 2015 | Ström       | Markurells i Wadköping Hjalmar Bergman                                            | Dennis Sandin             | Göteborgs stadsteater           |
| 2015 |             | Det bästa hos människan Bengt Ohlsson                                             | Bengt Ohlsson             | Göteborgs stadsteater           |
| 2016 |             | Alice i Underlandet Lewis Carroll                                                 | Anna Pettersson           | Göteborgs stadsteater           |
| 2016 |             | Mephisto Klaus Mann                                                               | Pontus Stenshäll          | Göteborgs stadsteater           |
| 2017 |             | Gösta Berlings saga Selma Lagerlöf                                                | Rikard Lekander           | Göteborgs stadsteater           |
| 2018 |             | Hemsöborna August Strindberg                                                      | Andreas Boonstra          | Göteborgs stadsteater           |
| 2018 | Carl Ekdahl | Fanny och Alexander Ingmar Bergman                                                | Eva Bergman               | Göteborgs stadsteater           |
| 2019 |             | Little Shop of Horrors Alan Menken och Howard Ashman                              | Angelina Stojčevska       | Göteborgs stadsteater           |
| 2021 | Hamm        | Slutspel Samuel Beckett                                                           | Ronnie Hallgren           | Göteborgs stadsteater           |

### Regi
| År   | Produktion                                      | Upphovsmän                        | Teater                           |
| ---- | ----------------------------------------------- | --------------------------------- | -------------------------------- |
| 1994 | Spöket på Canterville                           | Oscar Wilde                       | Backa Teater                     |
| 2001 | Into the Woods                                  | Stephen Sondheim och James Lapine | Norrlandsoperan/ Profilteatern   |
| 2002 | Magister Bläckstadius                           |                                   | Riksteatern                      |
| 2002 | Swedenhielms                                    | Hjalmar Bergman                   | Teater Glashuset                 |
| 2004 | En midsommarnattsdröm A Midsummer Night's Dream | William Shakespeare               | Regionteatern Blekinge Kronoberg |
| 2007 | Den inbillade sjuke Le Malade imaginaire        | Molière                           | Gunnebo slottsteater             |
| 2008 | Korpen The Raven                                | Edgar Allan Poe                   | Göteborgs stadsteater            |

## Priser och utmärkelser
- 1988 – Vilhelm Moberg-stipendiet[1]

### Fotnoter
1. 1 2 3 4 5 6 7  ”Sven-Åke Gustavsson”. Svensk Filmdatabas. http://sfi.se/sv/svensk-filmdatabas/Item/?type=PERSON&itemid=180945&iv=BIOGRAPHY. Läst 3 augusti 2012.
2. ↑  ”Sven-Åke Gustavsson”. Göteborgs Stadsteater. Arkiverad från originalet den 7 mars 2016. https://web.archive.org/web/20160307073623/http://www.stadsteatern.goteborg.se/om-oss/konstnarlig-personal/sven-ake-gustavsson/. Läst 3 augusti 2012.
3. ↑  Martin, Kai (13 mars 2009). ”Sven-Åke Gustavsson gör sin egen version av polischefen Mellberg”. Expressen. http://www.expressen.se/gt/sven-ake-gustavsson-gor-sin-egen-version-av-polischefen-mellberg/. Läst 3 augusti 2012.
4. ↑  Martin Nyström (19 februari 1999). ”Mästerlig "Chicago" i Göteborg. Den briljanta ensemblen sänder rysningar i salongen redan från start.”. Dagens Nyheter. https://www.dn.se/arkiv/teater/masterlig-chicago-i-goteborg-den-briljanta-ensemblen-sander-rysningar-i-salongen-redan-fran-start/. Läst 24 mars 2018.
5. ↑  Lis Hellström Sveningson (15 juli 2006). ”Kärleken segrar över girigheten”. Göteborgs-Posten. http://www.gp.se/n%C3%B6je/kultur/k%C3%A4rleken-segrar-%C3%B6ver-girigheten-1.1193541. Läst 1 juli 2016.
6. ↑  Mikael Löfgren (2 mars 2014). ”Tonträff som bär hela vägen”. Dagens Nyheter. https://www.dn.se/arkiv/kultur/tontraff-som-bar-hela-vagen/. Läst 6 mars 2022.
7. ↑  ”Markurells i Wadköping”. Göteborgs stadsteater. Arkiverad från originalet den 10 april 2016. https://web.archive.org/web/20160410060644/http://stadsteatern.goteborg.se/pa-scen/20152016/markurells-i-wadkoping/#tab-1. Läst 6 september 2015.
8. ↑  Sara Norling (8 oktober 2001). ”Alla vill ha mer. Sondheim undersöker vad som händer efter sagans lyckliga slut.”. Dagens Nyheter. https://www.dn.se/arkiv/kultur/musikal-alla-vill-ha-mer-sondheim-undersoker-vad-som-hander-efter-sagans-lyckliga-slut/. Läst 16 mars 2019.
9. 1 2  ”Other works”. IMDb.com. http://www.imdb.com/name/nm0349120/otherworks. Läst 3 augusti 2012.
10. ↑  Barbro Westling (7 december 2004). ”... men här har de kul!”. Aftonbladet. https://www.aftonbladet.se/kultur/teater/article10509392.ab. Läst 15 december 2019.
11. ↑  Riksteatern (21 februari 2007). ”Claes Malmberg blir den inbillade sjuke”. Pressmeddelande.  Läst . Arkiverad från originalet den 17 augusti 2016.